# Francesc Roig Toqués
Francesc Roig Toqués (Vilanova i la Geltrú, 19 de març de 1921 — Sant Pere de Ribes, 20 d'abril de 2008) fou un home polifacètic, mestre d'aixa, col·leccionista, miniaturista naval, cineasta amateur, cronista i creador del Museu de Curiositats Marineres Roig Toqués. La seva figura es troba lligada a la carpa Juanita, un fenomen mediàtic, que arribà a ser coneguda internacionalment per les seves habilitats de beure en porró i menjar amb una cullereta. Francesc ensinistrà durant deu mesos la petita carpa per a fer-li adquirir aquestes habilitats i convertir-la en reclam turístic de Vilanova i la Geltrú.

## Biografia
Va néixer al carrer del Ravalet de la Geltrú el 19 de març de l'any 1921 on va passar els primers anys de la seva vida. L'any 1934 es traslladà amb la seva família al Mas Carolina, una casa prop de la platja situada "Baix a mar", a Ribes Roges, envoltada d'una finca, en una zona agrícola on només hi havia cultius i masos disseminats i des d'on es veien el mar i les barques dels pescadors, algunes encara amb veles.

### Els inicis
La proximitat del mar va exercir, des de ben aviat, una potent fascinació sobre Francesc, que no només el convertí en el centre de les seves aficions sinó que, a més, li va despertar l'esperit de col·leccionista que l'havia d'acompanyar tota la vida.
Amb catorze anys va construir la primera maqueta, una fragata de quatre pals. La seva habitació del Mas Carolina s'havia transformat en una mena de taller on hi construïa vaixells en miniatura.
S'inicià en el món laboral a l'empresa de Jaume Costa com a aprenent de mestre d'aixa, fins que va marxar a prestar el servei militar com a voluntari a Marina. Durant aquest període va anar embarcat en el vaixell de guerra Sánchez Barcáiztegui de 1926, del qual va ser timoner i va estar sis mesos al Museu Naval de Madrid. Aquestes experiències li van donar un coneixement més profund dels temes nàutics i van augmentar la seva passió per tot allò que tenia relació amb el mar.

### Postguerra
En acabar el servei militar i per raons econòmiques deixà el taller de mestre d'aixa i, essent molt ben valorat per la seva destresa amb el treball amb fusta, entrà a treballar a la fàbrica Pirelli com a modelista (1944 —1980).
En el seu temps lliure va continuar construint vaixells. A partir d'aquell moment, però, només en miniatura, que contribuïren a la formació de la col·lecció i li van reportar nombrosos premis i reconeixements. Entre ells la medalla d'or de les Arts Decoratives en l'Exposició de vaixells en miniatura celebrada a la Cúpula del Coliseum de Barcelona l'any 1948 i el diploma d'honor de primera categoria per un model de falua a la Model Engineer Exhibition celebrada a Londres el 1956.
La peça més gran que va construir va ser una fragata de dos metres encarregada per una companyia cinematogràfica per filmar la pel·lícula El tigre de los siete mares. El Museu del Vi de Vilafranca conserva alguna de les seves maquetes, que s'han escampat per nombrosos països, entre ells: França, Alemanya, Suïssa, Xile, Cuba, Veneçuela, Argentina, Filipines, EUA, etc.
El modelisme naval, però, no era l'única afició del Francesc Roig Toqués. A part de construir miniatures va escriure articles sobre el tema en revistes especialitzades i va destacar com a fotògraf i cineasta amateur, àmbits en què també va ser premiat i des dels quals va col·laborar a la conservació del patrimoni tant material com immaterial.

### Premis i reconeixements
Com a mostra d'alguns dels premis que va rebre, l'any 1984 li van concedir el premi Master's, el 1988 la Merenga de plata i l'any 1997 l'Ajuntament de Vilanova i la Geltrú va reconèixer la seva tasca en favor de la difusió del patrimoni i de Vilanova en general atorgant-li la Medalla de la Ciutat i publicant el seu retrat, obra de Màrius Serra, inclòs amb el número 8 a la col·lecció de retrats editats per l'Ajuntament de Vilanova i la Geltrú.
L'any 2012 l'Ajuntament de Vilanova va aprovar la creació d'un espai museístic al far de Vilanova on poder-hi ubicar la col·lecció de Roig Toqués. El museu de Curiositats marineres, ubicat al Mas Carolina, va romandre obert al públic entre els anys 1946 i 2008, any en què va morir el seu creador. L'any 2016 part de la col·lecció va tornar a ser visitable dins l'Espai Far, afegint a més un espai dedicat a la figura de Francesc Roig Toqués. L'actual museu fa un homenatge a la Carpa Juanita a través d'un audiovisual amb filmacions originals on el mateix Roig Toqués narra la seva història, i l'exhibició de documents de l'època.
El seu fons documental i fílmic, filmacions en súper 8 i 16 mm, es troba dipositat a l'Arxiu Comarcal del Garraf per assegurar la seva correcta conservació i facilitar-ne l'accés a les persones interessades. Una de les pel·lícules, titulada “Paciencia embotellada” que recull el procés de construcció d'un vaixell dins d'una ampolla va aconseguir dotze premis en un any.
En Francesc Roig Toqués explicava de manera amena i didàctica, encomanant al públic la seva passió pel mar, a través dels seus coneixements i de les curiositats que es podien veure al museu i arribant al rècord de 466 visites en un sol dia i acumulant fins a 236 capçaleres de mitjans de comunicació.